# ヴァリッジ・イズマイウ
ヴァリッジ・イズマイウ（Wallid Ismail、1968年2月23日 - ）は、ブラジルの男性柔術家、総合格闘家。アマゾナス州マナウス出身。ブラジル・ドージョー主宰。ブラジリアン柔術黒帯。
PRIDEをはじめとした総合格闘技の舞台で活躍し、その後プロモーターとしての活躍が目立っているが、柔術家としては、ホイス・グレイシー、ヘンゾ・グレイシー、ハウフ・グレイシーに勝利を収めるなど輝かしい戦績を誇る。またハイアン・グレイシーとナイトクラブで大喧嘩しフロントチョークで絞め落とすという武勇伝をもっている。

## 来歴
1991年8月31日、エウジェニー・タデウとバーリトゥードマッチで対戦し、グラウンドパンチでTKO勝ち。
1993年8月1日、ヘンゾ・グレイシーと柔術マッチで対戦。60分を戦い抜き、ポイント勝ち。
1996年4月5日、Universal Vale Tudo Fighting 1でデニス・キャファリノスと対戦し、チョークスリーパーで一本勝ち。
1996年6月24日、Universal Vale Tudo Fighting 2で臼田勝美と対戦し、チョークスリーパーで一本勝ち。
1996年11月17日、U-JAPANで臼田勝美と再戦し、チョークスリーパーで一本勝ち。
1997年2月7日、UFC初参戦となったUFC 12ライト級（-91kg）トーナメント1回戦で高橋義生と対戦し、0-3の判定負け。日本人選手のUFC初勝利となった。
1998年6月24日、PRIDE初参戦となったPRIDE.4で小路晃と対戦し、パンチラッシュでTKO負け。
1999年12月、オスカー杯ブラジリアン柔術大会でホイス・グレイシーと対戦し、送襟絞で失神させ、一本勝ち。
2001年7月29日、PRIDE.15で大山峻護と対戦し、肩固めで一本勝ち。
以後、村上和成や滑川康仁などを下すが、2002年12月31日以降試合を行っていない。アントニオ猪木公認のジム、ブラジル・ドージョーを主宰し、Jungle Fightを開催した。

## 戦績
| 総合格闘技 戦績 | 総合格闘技 戦績 | 総合格闘技 戦績 | 総合格闘技 戦績 | 総合格闘技 戦績 | 総合格闘技 戦績 | 総合格闘技 戦績 |
| --------------- | --------------- | --------------- | --------------- | --------------- | --------------- | --------------- |
| 12 試合         | (T)KO           | 一本            | 判定            | その他          | 引き分け        | 無効試合        |
| 9 勝            | 2               | 5               | 2               | 0               | 0               | 0               |
| 3 敗            | 1               | 0               | 2               | 0               | 0               | 0               |

| 勝敗 | 対戦相手                     | 試合結果                             | 大会名                                               | 開催年月日     |
| ○    | 滑川康仁                     | 5分3R終了 判定3-0                    | INOKI BOM-BA-YE 2002                                 | 2002年12月31日 |
| ○    | 村上和成                     | 2R 3:03 TKO（パウンド）              | 世界最強伝説 UFO LEGEND                              | 2002年8月8日   |
| ×    | アレックス・スティーブリング | 3R（10分/5分/5分）終了 判定0-3       | PRIDE.19                                             | 2002年2月24日  |
| ○    | 大山峻護                     | 2R 4:44 肩固め                       | PRIDE.15                                             | 2001年7月29日  |
| ×    | 小路晃                       | 2R 1:26 TKO（スタンドパンチ連打）    | PRIDE.4                                              | 1998年10月11日 |
| ○    | ゲーリー・マイヤーズ         | 30分1R終了 判定3-0                   | IVC 5: The Warriors                                  | 1998年4月26日  |
| ○    | ジョイユ・デ・オリベイラ     | 1R 9:48 ギブアップ（マウントパンチ） | IVC 3: The War Continues                             | 1997年12月10日 |
| ×    | 高橋義生                     | 15分1R終了 判定0-3                   | UFC 12: Judgement Day 【ライト級トーナメント 1回戦】 | 1997年2月7日   |
| ○    | 臼田勝美                     | 1R 3:10 チョークスリーパー           | THE U-JAPAN SUPER FIGHTING '96 VOL.1                 | 1996年11月17日 |
| ○    | 臼田勝美                     | 1R 3:59 チョークスリーパー           | Universal Vale Tudo Fighting 2                       | 1996年6月24日  |
| ○    | デニス・キャファリノス       | 1R 2:10 チョークスリーパー           | Universal Vale Tudo Fighting 1                       | 1996年4月5日   |
| ○    | エウジェニー・タデウ         | 1R 16:18 TKO（負傷）                 | Desafio: Jiu-Jitsu vs. Luta Livre                    | 1991年9月26日  |